# ريجل

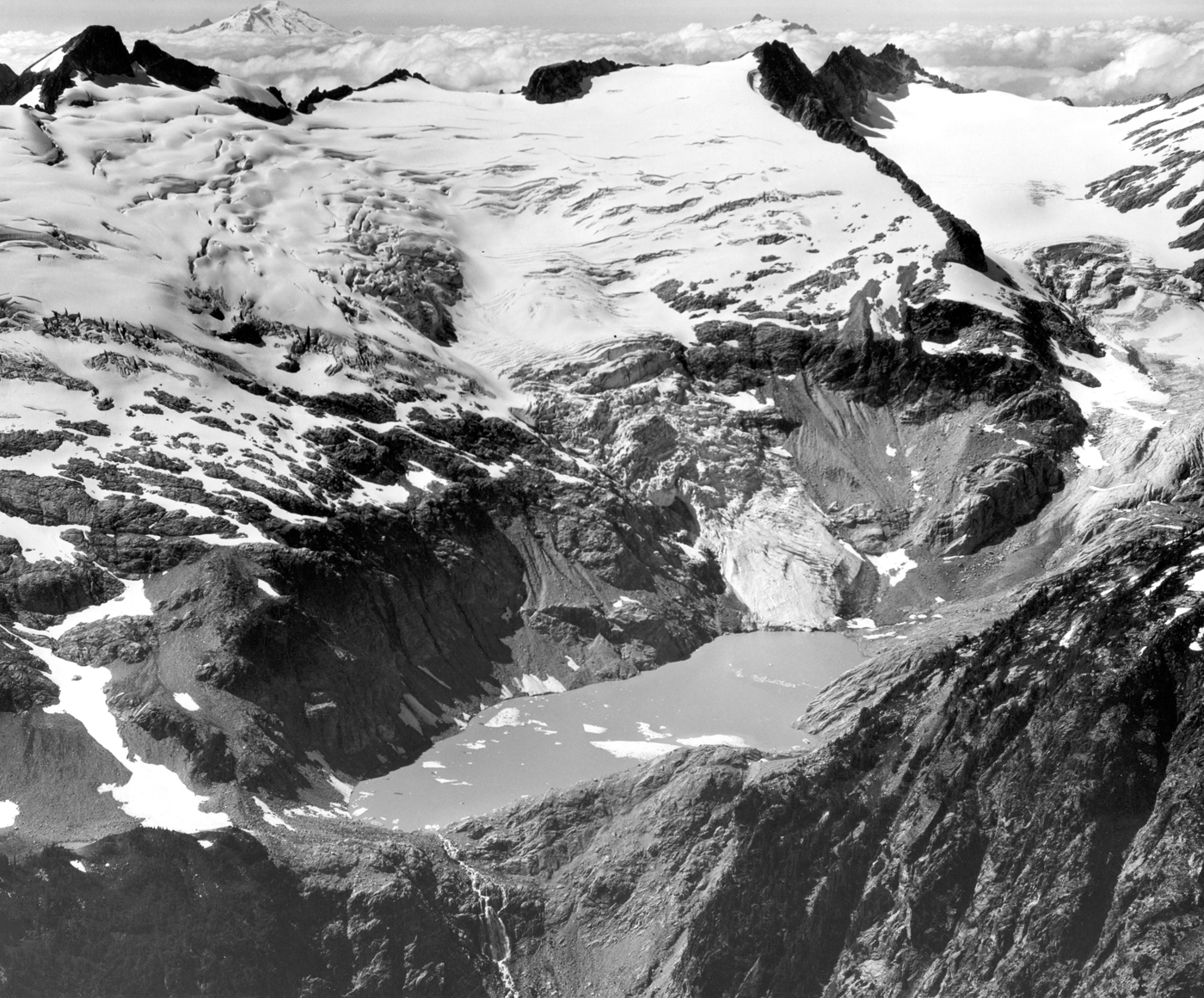

الريجل (riegel) هو مصطلح ألماني يصف القمم البارزة من الصخور التي تنكشف بسبب التآكل الجليدي. وتعرف أيضًا باسم القضبان الصخرية والعتبات والقمم. وتوجد في الوديان الجليدية، وغالبًا ما ترتبط بالشلالات ومناطق المنحدرات عندما توجد مجاري المياه. وعندما يتراصف أكثر من ريجل في سلسلة، فإن ذلك يسمى باسم سلم جليدي.
ويمكن التعرف على معظم أنواع الريجل عن طريق الأسطح الناعمة التي يتميز بها في المناطق العليا من الوديان، بينما تظهر المناطق السفلى من الوديان دلائل على التعرية (مما يعني أنها تآكلت بسبب إزالة الصخور والأحجار منها).